# Vindicianus
Vindicianus (im Deutschen auch Vindizian) war ein spätantiker römischer Arzt und Schriftsteller, der Ende des 4. Jahrhunderts n. Chr. medizinische Texte verfasste. Er war afrikanischer Herkunft, mit dem Kirchenvater Augustinus gut bekannt, Lehrer von Theodorus Priscianus und absolvierte auch eine politische Laufbahn, die er mit seinem Prokonsulat in Africa beendete.

## Mögliche Lebenszeugnisse
Aus verschiedenen Spuren und Selbstzeugnissen ergibt sich, dass Vindicianus ein bedeutender Mann im späten Römischen Reich war. In Terracina und in Neapel ist eine Inschrift für den v(ir) c(larissimus) cons(ularis) Camp(aniae) Avianius Vindicianus überliefert. Augustinus von Hippo bezeichnet ihn als großen Arzt. Augustinus hat ihn während dessen Amtszeit als Prokonsul in Karthago getroffen. In einfühlsamem Gespräch habe der schon alte Mann ihn von der Beschäftigung mit der Astrologie abgebracht. Vindicianus betont auch selbst seinen hohen Rang. In seinem Empfehlungsbrief an Valentinian II. bezeichnet er sich nicht nur als Leibarzt des Kaisers, sondern betont auch seinen Ehrentitel comes. Im Brief an seinen Neffen Pentadius beweist er sein großes medizinisches Wissen und auch seine Kenntnisse des Griechischen: er kann den Text des Hippokrates von Kos für seinen Neffen latinare = ins Lateinische übersetzen. Dennoch geriet er bald in Vergessenheit und von seinem Werk haben sich nur Fragmente erhalten.

## Werk

### Epistula Vindiciani comitis archiatrorum ad Valentinianum imperatorem
Marcellus Empiricus hat in die Briefesammlung, die er seinem Werk De medicamentis vorangestellt hat, auch den Brief des Vindicianus an den römischen Kaiser Valentinian II. aufgenommen. Der Brief belegt nicht nur die hohe Stellung, die Vindicianus einnimmt, sondern gewährt auch Einblick in sein Wirken als Arzt. Er stellt zwei erkrankte Patienten in den Mittelpunkt seiner Ausführungen (aus dem Rezeptbuch De expertis remediis, von dem bei Marcellus nur die Einleitung überliefert ist). Im ersten Fall handelt es sich um eine ernsthafte Magen/Darm-Störung durch Nahrungsüberschüsse oder eine zu große Menge verschiedener Weine. Unter anderem wendet Vindicianus die Behandlungsmittel der Methodiker an: Bäder, Salben, Diätvorschriften.

### Epistula Vindiciani ad Pentadium
Ein weiterer Brief hat sich in 2 Handschriften, darunter der Pariser Codex 11218 um das Jahr 800, erhalten. In diesem relativ kurzen Brief übermittelt Vindicianus seinem Neffen Pentadius einige Grundzüge der Lehre des Hippokrates über die vier Säfte, aus denen der menschliche Körper besteht. Die meisten Aussagen stammen aus dem Werk Über die Natur des Menschen (Nat. Hom.), aber auch andere Bücher des  Corpus Hippocraticum zieht er heran, und selbstverständlich werden die Angaben des Hippokrates zur Humoralpathologie in keiner Weise ausgeschöpft. Die Kernaussage ist:
corpus igitur hominis … habet in se sanguinem choleram rubeam choleram nigram et flegma
Also hat der Körper des Menschen in sich Blut, rote Galle, schwarze Galle und Schleim
Dies entspricht:
Der Körper des Menschen enthält in sich Blut, Schleim, gelbe und schwarze Galle
 Den vier Säften werden Körperorgane, Elementarqualitäten (trocken, feucht, kalt, warm), Jahreszeiten, Menschenalter, ja sogar Tageszeiten zugeordnet. Vindicianus beruft sich auf Hippokrates. Die dargelegte Lehre wurde aber im Laufe der Jahrhunderte von vielen Gelehrten aufgenommen und verändert, von denen Vindicianus möglicherweise auch exzerpiert hat. Speziell die Geschmacksqualitäten, die den Säften zugeordnet werden – etwa dem Blut „süß“ – und die Aufteilung geistig/seelischer Eigenschaften – z. B. iracundus = jähzornig für „schwarze Galle“, moderatus = besonnen für Blut – finden sich bei Galenos. Exzerpte aus dem Lehrbrief an Pentadius sind auch in das Lorscher Arzneibuch aufgenommen worden.

### Expositio de natura hominis,Vindiciani gynaecia
Unter abweichenden Titeln sind Auszüge aus einem deskriptiv-anatomischen und embryologischen Werk des Vindicianus in verschiedenen Handschriften gefunden worden, darunter auch in dem bereits erwähnten Pariser Codex 11218.
 Der Text bietet eine Darstellung des menschlichen Körpers von Kopf bis Magen/Darmbereich mit dem Schwerpunkt Schwangerschaft. Die Leichensektion, die die Anatome in Alexandria vornehmen konnten, ist nicht mehr gestattet (Kap. 2). Richtige und falsche Vorstellungen mischen sich. Bei der Beschreibung des Herzens (Kap. 11) etwa werden von seinen 4 großen venae 2 mit der Lunge verbundene als luftgefüllt und 2 mit der Leber verbundene als blutgefüllt gedacht. Ab Kap. 15 werden Vorstellungen über Empfängnis und Heranwachsen des Embryos zusammengetragen, darunter (Kap. 21) wie das Geschlecht des werdenden Kindes bestimmt werden kann. Folgend der in der Antike weit verbreiteten Vorstellung, dass männlich mit rechts und weiblich mit links verbunden ist, wird angenommen, dass bei einem männlichen Embryo die rechte Brust der Mutter stärker wird.

### Vindiciani epitome alteraund weitere Texte
Eine weitere expositio natura hominis ist in 3 Handschriften, darunter dem Vat. Pal. 1088 aus dem 9. Jahrhundert überliefert. Es handelt sich um eine Anatomie des menschlichen Körpers vom Kopf beginnend mit Ansätzen einer Pathologie. Es gibt Überschneidungen mit der vorhergehenden Schrift, die Themen werden aber vertieft. Max Wellmann hat eine Handschrift aus dem Cod. Bruxell. 1348–1359 veröffentlicht, wobei er sie umfassend kommentierte und die Urheberschaft des Vindicianus begründete. Es sind unterschiedliche Texte über Samenbildung und Heranwachsen des Embryos, anatomische Betrachtungen und Teile einer Ätiologie, die aus verschiedenen Quellen, hauptsächlich aus Soranos und Diokles von Karystos, geschöpft wurden.

### Die Sprache
Die Sprache der Fragmente ist sehr unterschiedlich. Die beiden Briefe zeichnen sich durch ein korrektes Latein, Satzrhythmus und farbige Schilderung aus. Die anderen Texte gleiten dagegen ins Vulgärlateinische ab, daher wird auch ihre Herkunft von Vindicianus angezweifelt. Möglicherweise umgangssprachlich neu entstandene Wörter treten auf, wie z.B
Dentes vero nostri sunt XXXII, femineum et duribarbium aliquorum XXX
Wir haben 32 Zähne, Frauen und (Hartbärte? Kaumbärte, also Jugendliche?) haben XXX 
Die Form femineum für Frauen entspricht auch nicht dem klassischen Latein.

## Textausgaben
- Marcellus: Über Heilmittel, herausgegeben von Max Niedermann, zweite Auflage besorgt von Eduard Liechtenhan, übersetzt von Jutta Kollesch und Diethard Nickel, Berlin 1968
- Vindicianus: Epistula Vindiciani ad Pentadium, in: Theodori Prisciani Euphoriston, herausgegeben von Valentin Rose, München 1894
- Vindicianus: Vindiciani epitome altera, in: Theodori Prisciani Euphoriston, herausgegeben von Valentin Rose, München 1894
- Vindicianus: Vindiciani fragmentum ex cod. Bruxell. 1348-1359, in: Fragmentsammlung der Griechischen Ärzte, herausgegeben von Max Wellmann Band I, Berlin 1901
- Vindicianus: Vindiciani gynaecia, in: Theodori Prisciani Euphoriston, herausgegeben von Valentin Rose, München 1894